# Philippe Lançon
Pour les articles homonymes, voir Lançon.
Philippe Lançon est un journaliste et romancier français né en 1963 à Vanves.

## Biographie
Philippe Lançon, titulaire d'une maîtrise en droit européen et diplômé du Centre de formation des journalistes (CFJ) (promotion 1986), est journaliste au quotidien Libération, chroniqueur et critique littéraire, avec une passion particulière pour la littérature latino-américaine. Il a longtemps tenu la chronique Après coup consacrée à la télévision, et a participé au lancement des pages Portrait. 
Il est également chroniqueur pour l'hebdomadaire Charlie Hebdo et à partir de fin 2014 devient un membre de la tribune « théâtre » du Masque et la Plume sur France Inter.
Le 7 janvier 2015, il est grièvement blessé au cours d'un attentat contre Charlie Hebdo, ce qui l'amène à subir une intervention chirurgicale lourde de quatre heures au niveau du visage. Il subira jusqu'à 22 passages au bloc, dont 13 opérations pour sa mâchoire. En 2018, il raconte ces événements dans un livre intitulé Le Lambeau et, le 5 novembre, il reçoit pour ce livre le prix Femina 2018.

## Œuvre

### Romans et récit
- Les Îles : roman, Paris, Jean-Claude Lattès, 2011, 250 p. (ISBN 978-2-7096-3513-4) ; réédition, Paris, J'ai lu no 10329, 2013, 382 p.  (ISBN 978-2-290-05465-9)
- L'Élan, Paris, éditions Gallimard, coll. « Blanche », 2013 (ISBN 978-2-07014-088-6)
- Le Lambeau, Paris, éditions Gallimard, coll. « Blanche », 2018, 512 p.  (ISBN 978-2-07268-907-9)
- Chroniques de l'homme d'avant, édition Les Échappés, 2019, 303 p., (ISBN 978-2-35766-166-0)

### Roman signé du pseudonyme de Gabriel Lindero
- Je ne sais pas écrire et je suis un innocent, Paris, Calmann-Lévy, 2004, 350 p. (ISBN 978-2-7021-3428-3, présentation en ligne)

### Autres publications
- Monographie sur l'artiste Jean Daviot, Victoire éditions, Paris, 1998
- Préface de La Légèreté, de Catherine Meurisse, Dargaud, avril 2016
- Préface de Mars, de Fritz Zorn, nouvelle traduction de l'allemand (Suisse) par Olivier Le Lay, Gallimard, coll. Du monde entier, avril 2023
- Préface de La métamorphose, de Franz Kafka, intitulé la bébête qui tombe, Le livre de poche, mai 2025

## Prix et distinctions
- 2011 : Prix Hennessy du journalisme littéraire pour « l’extraordinaire qualité de ses articles »[5].
- 2013 : Prix Jean-Luc Lagardère du journaliste de l'année
- 2018 : Prix Femina et prix « spécial » Renaudot pour le récit Le Lambeau
- 2018 : Prix Roger-Caillois[6]
- 2019 : Prix Hermann-Kesten (Allemagne)